# فرشته‌ماهی لبه‌سیاه
فرشته‌ماهی لبه‌سیاه (نام علمی: Genicanthus watanabei) نام یک گونه از سرده فرشته‌ماهی‌های چنگی است.